# Hinrich Middeldorpf
Hinrich Middeldorpf (* 2. August 1788 in Hamburg; † 21. Januar 1861 in Breslau) war ein deutscher evangelischer Theologe und Orientalist an der Schlesischen Friedrich-Wilhelms-Universität in Breslau.

## Biografie
Hinrich Middeldorpf kam als Sohn des Hamburger Kaufmanns Hinrich Middeldorpf und dessen Ehefrau Caroline Philippine geb. König zur Welt. In seiner Heimatstadt besuchte er die Gelehrtenschule des Johanneums. Zu seinen Mitschülern gehörten August Neander und Karl August Varnhagen von Ense. Nach dem Abschluss begann er ein Studium der Theologie an der Universität Helmstedt und der Georg-August-Universität Göttingen. Zu seinen Lehrern zählten Christian Gottlob Heyne, Daniel Alexander Eichhorn, Arnold Heeren, Gottlieb Jakob Planck und Georg Ludolf Dissen.
Am 2. April 1810 promovierte Middeldorpf in Helmstedt zum Doktor der Philosophie. Durch Vermittlung Wilhelm von Humboldts folgte noch im selben Jahr die Habilitation zum Privatdozenten für Orientalische Sprachen an der Brandenburgischen Universität Frankfurt.
Bereits 1811 wurde er a.o. Professor der Theologie an der neuen Schlesischen Friedrich-Wilhelms-Universität. 1812/13 war er der erste Kustos an der Universitätsbibliothek Breslau. In den Befreiungskriegen war er 1813 Feldprediger und reiste er 1815 als Deputierter der Provinz zur Pflege der Verwundeten in die rheinischen und belgischen Hospitäler. Ende 1815 als o. Professor und 1816 als Doktor der Theologie in Breslau. Für das Amtsjahr 1822/23 wurde er zum Universitätsrektor gewählt.
Seit 1823 Direktor des Seminars für gelehrte Schulen, wurde er 1828 in das Konsistorium berufen und 1848 zum Oberkonsistorialrat ernannt. Von 1826 bis 1829 war er Mitglied der wissenschaftlichen Prüfungskommission. Über viele Jahre war er Direktor der Taubstummen-Anstalt.

## Mitgliedschaften
- Engländisch-irländische asiatische Gesellschaft zu London
- Historisch-theologische Gesellschaft zu Leipzig
- Gesellschaft für nordische Altertümer zu Kopenhagen
- Afrikanische Sozietät zu Paris
- Deutsche Morgenländische Gesellschaft[2]

Freimaurer
Ehrenmeister der Johannisloge „Horus“ im Orden Breslau
Obermeister des „Inneren Orients“ bei derselben
zugeordneter Provinzial-Großmeister der Provinzial-Großloge von Schlesien.

## Familie
Aus seiner Ehe mit Caroline Emilie geb. Schiller aus Breslau, geschlossen am 25. August 1816, gingen hervor:
- Michel Henrich Clemens (* 1817), verließ als preußischer Leutnant a. D. Europa und ist seit 1844 in Texas verschollen.
- Albrecht Theodor Middeldorpf (1824–1868), Geheimer Medizinalrat und Professor an der Universität Breslau
- Franz Constantin Middeldorpf, Preußischer Forstmeister, Autor, u. a. Anleitung zur Wald-Eintheilung, Schätzung, Werthberechnung, Buch-, Registratur- und Geschäftsführung, Springer Verlag, 1868
- Heinrich, starb jung in Rio de Janeiro.
- Marie Beatrix († 1845 an den Folgen der Geburt) ehelichte am 12. Mai 1844 in Breslau den königlichen Justizkommissar Joseph Nitsche († 1848), ihr gemeinsamer Sohn Hinrich Nitsche (1845–1902) wuchs im Haus Hinrich Middeldorpfs auf.

Hinrich´s Halbschwester Henriette (1779–1851), aus der ersten Ehe des Vaters mit Maria Magdalena Sillem hervorgegangen, ehelichte Caspar Lengerke(n) (1770–1852). Ihr gemeinsamer Sohn war der Agrarschriftsteller Alexander von Lengerke (1802–1853).

## Werke
- Nahum, aus dem Hebräischen übersetzt und erklärt. Hamburg 1808
- mit Johannes Gurlitt und Karl Sieveking: Zwei Proben deutscher Reden, welche von Studirenden im Johanneum gehalten worden sind. Schneibes 1808
- Commentatio de institutis literariis in Hispania quae Arabes auctores habuerunt. Dieterich 1810
- Symbolae exegetico-criticae ad librum Ecclesiastis. 1811
- Curae hexaplares in Jobum. Preßburg 1817
- mit Heinrich Friedrich Elsner: Paulus Apostolus et Jesaias Propheta inter se comparati. 1821
- Commentationis de Prudentio et theologia Prudentiana. 1826
- Variae lectiones e cod. N. Ti. Seideliano jam Francofurti ad V. asservato
- Zuschrift an Herrn Julius Müller, evangelischer Pfarrer in Schönbrunn,  betreffend seine Beurtheilung der Schrift eines katholischen Geistlichen und eine dadurch veranlaßte Recension. Breslau 1827
- Codex Syriaco-hexaplaris. Berlin 1835
- mit Joseph Bripius und Friedrich Haase: Carmen de laudibus S. Alexii. 1861

## Bekannte Schüler
- Johann Gottlieb Kunisch (1789–1852)  war ein deutscher Gymnasiallehrer am Collegium Fridericianum in Breslau, Buchautor und Redakteur.